# Zoho Office
Zoho Office è un'applicazione web per l'ufficio contenente programmi di videoscrittura, fogli di calcolo, presentazioni, basi di dati, taccuino, wiki, CRM, gestione progettuale e altre applicazioni sviluppate dalla Zoho Corporation (precedentemente AdventNet Inc.),
una società indiana.
Fu lanciata nel 2005 con il programma di videoscrittura su internet.
Successivamente sono stati integrati tutti gli altri applicativi.
Le applicazioni sono utilizzabili gratuitamente, ma per un uso più professionale e con più caratteristiche bisogna fare un abbonamento.
Dall'ottobre 2009, Zoho ha integrato alcune delle sue applicazioni con Google Apps
Questo consente agli utenti di iscriversi ad entrambi gli applicativi sotto un unico nome utente e password.
Questa sembra una mossa kari insolita, giacché Zoho e Google sono due imprese separate e in competizione.

## Gli applicativi
- Zoho Writer
- Zoho Sheet
- Zoho DB and Reports
- Zoho Show
- Zoho Projects
- Zoho CRM
- Zoho Creator
- Zoho Wiki
- Zoho Planner
- Zoho Notebook
- Zoho Chat
- Zoho Mail
- Zoho Meeting
- Zoho People